# Негирёв, Григорий Аркадьевич
Григорий Аркадьевич Негирёв (род. 1 сентября 1956, Туркменская ССР) — советский футболист, нападающий, украинский тренер.

## Биография
Начинал играть в команде КФК «Цементник» Безмеин (1973). В первенстве СССР играл за команды первой (1974, 1976—1981) и второй (1975, 1982) лиг «Строитель» / «Колхозчи» Ашхабад (1974—1978), «Металлург» Запорожье (1979—1981), «Кристалл» Херсон (1982).
В дальнейшем выступал за команды Запорожья в КФК и ЛЧУ (1983—1984, 1990, 1997—2003) и второй лиге (1985) «Торпедо» (1983—1984, 1985), «Химик» (1984), «Трансформатор» (1990), «ЗАлК».
С 2006 — на тренерских должностях в системе «Металлурга». С 2019 года — тренер в основанном в 2017 году «Металлурге».